# Accuracy International

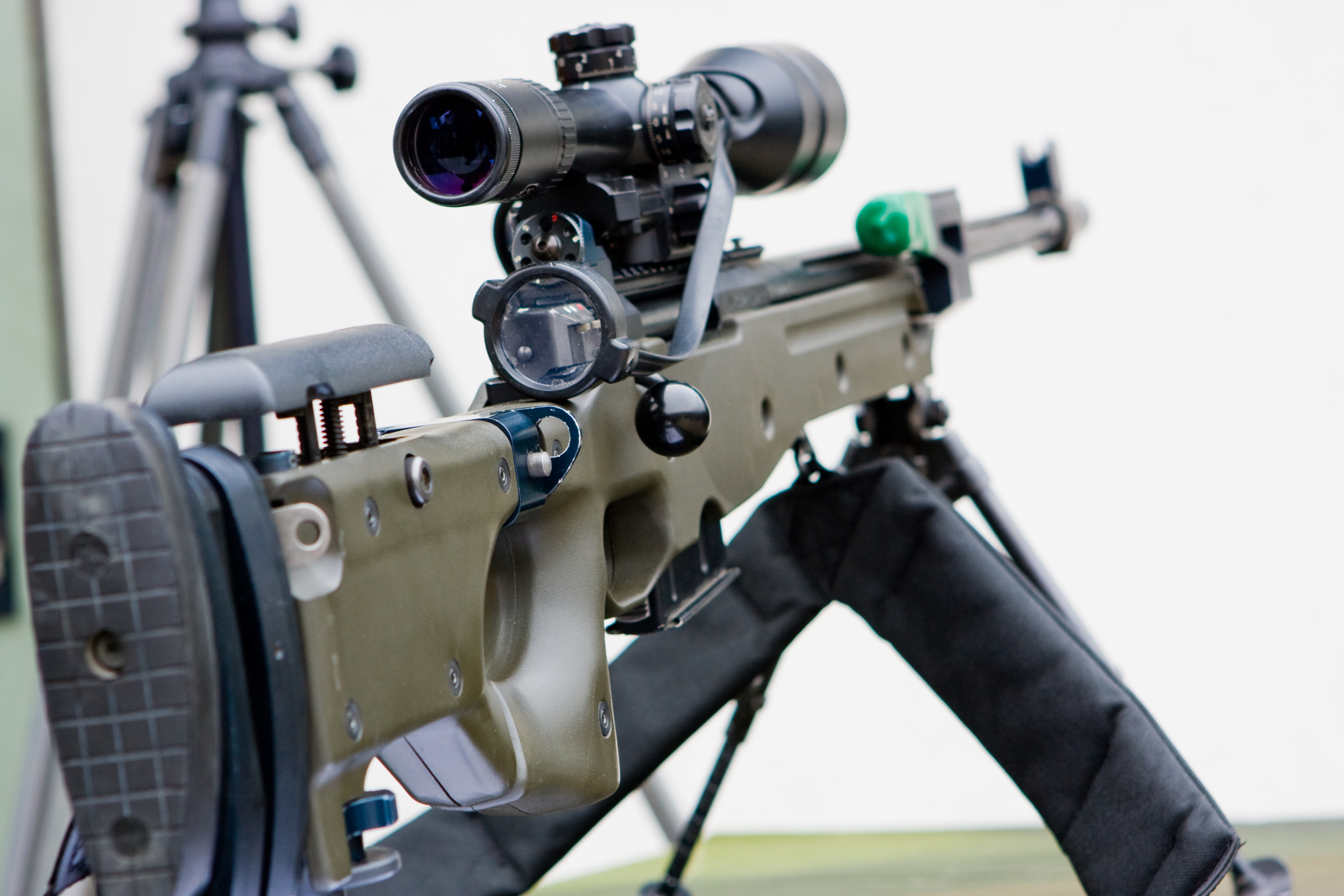
Accuracy International G22 Arctic 7.62mm-geweer.

De Engelse firma Accuracy International uit Portsmouth in Hampshire produceert vooral scherpschuttersgeweren voor overheidsdiensten. Verschillende geweren geproduceerd door Accuracy International zijn ingevoerd in verschillende legers, zoals de invoering van de L96A1 en de L97A1 in het Engelse leger, en het Arctic Warfare scherpschuttersgeweer (de PSG-90) in het Zweedse leger. Wapens van Accuracy International worden wereldwijd gebruikt door politie-eenheden en veel legeronderdelen van de NAVO.